# Campeonato Mundial de Ciclismo en Ruta de 1993
El Campeonato del Mundo de Ciclismo en Ruta de 1993 se disputó en Oslo, Noruega del 17 al 23 de agosto.

## Resultado
| Evento                     | Oro                                                                                    | Oro        | Plata                                                                             | Plata | Bronce                                                                              | Bronce |
| -------------------------- | -------------------------------------------------------------------------------------- | ---------- | --------------------------------------------------------------------------------- | ----- | ----------------------------------------------------------------------------------- | ------ |
| Pruebas masculinas         |                                                                                        |            |                                                                                   |       |                                                                                     |        |
| Hombres - carrera en línea | Lance Armstrong Estados Unidos                                                         | 6h 17' 10" | Miguel Induráin · España                                                          | + 19" | Olaf Ludwig · Alemania                                                              | s.t.   |
| Contrarreloj por equipos   | Italia · Salvato, Contri, Brasi, Fina                                                  | -          | Alemania · Meyer, Peschel, Rich, Walzer                                           | -     | Suiza · Jeker, Meister, Kennel, Meier                                               | -      |
| Amateur - carrera en línea | Jan Ullrich · Alemania                                                                 | -          | Kaspars Ozers Letonia                                                             | s.t.  | Lubor Tesař · República Checa                                                       | s.t.   |
| Pruebas femeninas          |                                                                                        |            |                                                                                   |       |                                                                                     |        |
| Mujeres - carrera en línea | Leontien van Moorsel · Países Bajos                                                    | 2h 21' 20" | Jeannie Longo Francia                                                             | s.t.  | Laura Charameda Estados Unidos                                                      | + 4"   |
| Contrarreloj por equipos   | Rusia · Olga Sokolova, Swetlana Bubnenkova, Valentina Polkhanova, Aleksandra Koliaseva | -          | Estados Unidos Deirdre Demet-Barry, Eve Stephenson, Jeannie Golay, Janice Bolland | -     | Italia · Roberta Bonanomi, Alessandra Cappellotto, Michela Fanini, Fabiana Luperini | -      |

## Medallero
| Posición | País            | Oro | Plata | Bronce | Total |
| -------- | --------------- | --- | ----- | ------ | ----- |
| 1        | Estados Unidos  | 1   | 1     | 1      | 3     |
| 1        | Alemania        | 1   | 1     | 1      | 3     |
| 3        | Italia          | 1   | 0     | 1      | 2     |
| 4        | Rusia           | 1   | 0     | 0      | 1     |
| 4        | Países Bajos    | 1   | 0     | 0      | 1     |
| 6        | Francia         | 0   | 1     | 0      | 1     |
| 6        | Letonia         | 0   | 1     | 0      | 1     |
| 6        | España          | 0   | 1     | 0      | 1     |
| 9        | República Checa | 0   | 0     | 1      | 1     |
| 9        | Suiza           | 0   | 0     | 1      | 1     |
| Total    | Total           | 5   | 5     | 5      | 15    |